# Incardinació i excardinació
A l'Església Catòlica, incardinació es refereix a la situació d'un membre del clergat que està situat sota la jurisdicció d'un bisbe particular o un altre superior. El seu antònim, excardinació, denota que un membre del clergat ha estat alliberat d'una jurisdicció i ha estat transferit a una altra.
Ambdós termes es deriven del llatí cardo (pivot, o frontissa), de la qual també es deriva la paraula cardenal. D'aquí els verbs llatins incardinare (per penjar a una frontissa o arranjament) i excardinare (trasbalsar o alliberat).
El propòsit de la incardinació és assegurar que cap clergue, sigui diaca o prevere, sigui "independent", sense un clar superior eclesiàstic davant del qual sigui responsable.
A l'Església, un home està incardinat al subjecte clerical d'un bisbe diocesà o el seu equivalent (un vicari apostòlic, abat territorial, prelat territorial, superior d'una prelatura personal, etc.) o d'un institut religiós, societat de vida apostòlica o institut secular sobre l'ordenació al diaconat: dins de la cerimònia d'ordenació, abans de rebre els ordes sagrats, l'home es col·loca sota una promesa d'obediència al seu bisbe o un altre ordinari d'una església particular, o fa el reconeixement d'un preexistent vot d'obediència a un prior, abat o un altre superior en un institut de vida consagrada o societat de vida apostòlica.
Un cop incardinat, el clergue segueix sent objecte d'aquests mateixos superiors, fins i tot quan és ordenat sacerdot. Aquest incardinació no cessa fins al moment en què el clergue és incardinat com un objecte d'un altre superior. Un excardinació d'una diòcesi, per exemple, no es fa efectiva fins al moment de la incardinació a un altre, de manera que no hi ha un espai en el qual el clergue no és clarament responsable davant un determinat definitivament superior. La incardinació es tracta en els cànons 265-272 del Codi de Dret Canònic.
Una institució canònica similar existeix també en la llei de les Esglésies Catòliques Orientals i està regulada en el Codi de cànons de les Esglésies orientals, «Clergues» Títol X, Capítol II. «Adscripció de Clergues a una Eparquía», cànons 357-366.